# Termas de Ibirá
Termas de Ibirá é um distrito do município brasileiro de Ibirá, que integra a Região Metropolitana de São José do Rio Preto, no interior do estado de São Paulo.

## História

### Origem
O  distrito de Termas de Ibirá tem suas origens nas terras que foram doadas pelo Imperador Dom Pedro II para Antônio Bernardino de Seixas, que por volta de 1878-1880 acampou com sua família à beira do córrego das Bicas, onde hoje localiza-se o distrito.

### Formação administrativa
- Lei Complementar nº 1 de 22/08/1990 - Dispõe sobre a criação do Distrito de Termas de Ibirá, por elevação do Bairro do mesmo nome.[3]

### Pedido de emancipação
O distrito tentou a emancipação político-administrativa e ser elevado à município, através de processo que deu entrada na Assembléia Legislativa do Estado de São Paulo no ano de 1948, mas como não atendia os requisitos necessários exigidos por lei para tal finalidade, o processo foi arquivado.

## Geografia

### Demografia

#### População urbana
| Crescimento população urbana | Crescimento população urbana | Crescimento população urbana | Crescimento população urbana |
| Censo                        | Pop.                         |                              | %±                           |
| ---------------------------- | ---------------------------- | ---------------------------- | ---------------------------- |
| 1991                         | 457                          |                              | —                            |
| 2000                         | 628                          |                              | 37,4%                        |
| 2010                         | 737                          |                              | 17,4%                        |
| Fonte: IBGE e Fundação SEADE |                              |                              |                              |

#### População total
Pelo Censo 2010 (IBGE) a população total do distrito era de 946 habitantes.

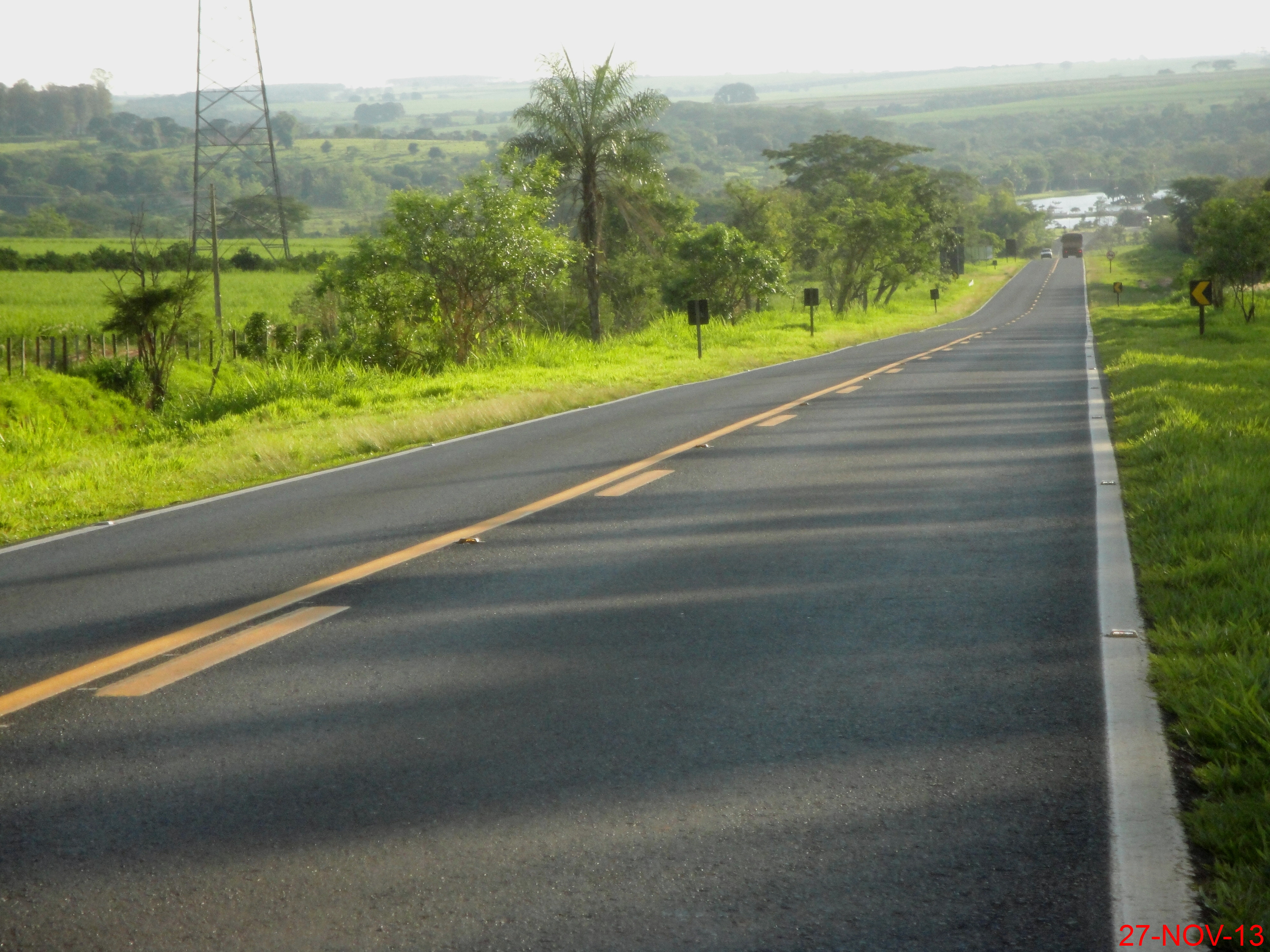
Chegada ao Termas pelo acesso da Rodovia Washington Luís (SP-310).

### Área territorial
A área territorial do distrito é de 75,804 km².

### Rodovias
Termas de Ibirá está localizada à 6 km da cidade de Ibirá por estrada vicinal. Também possui acesso pela Rodovia Washington Luís (SP-310).

### Hidrografia
- Córrego das Bicas, que forma o lago principal.

## Serviços públicos

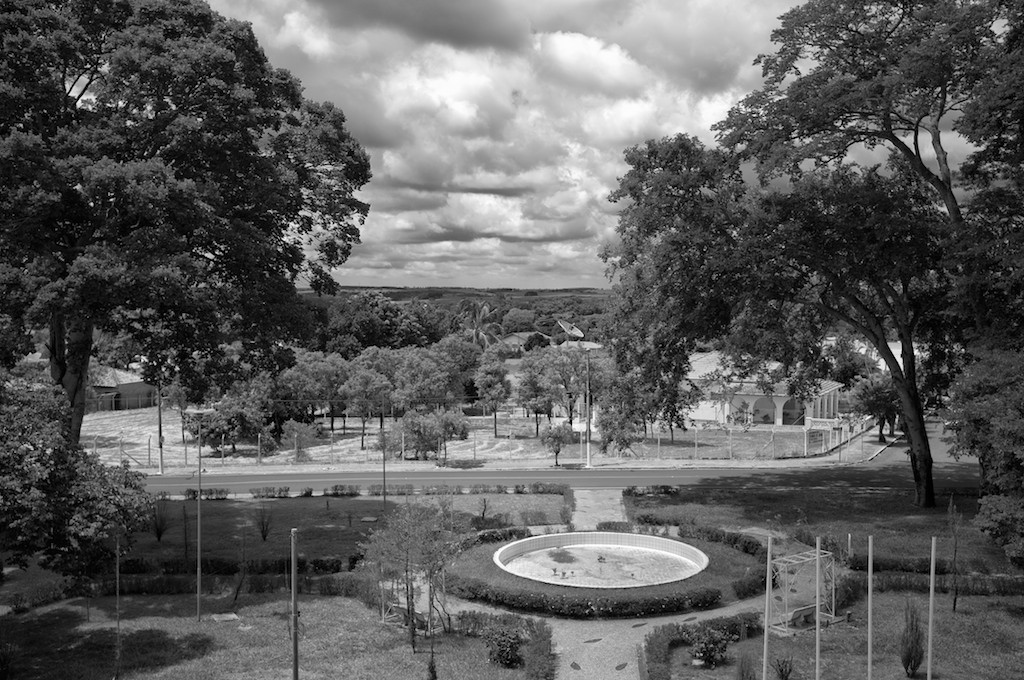
Grande Hotel.

### Registro civil
Feito na sede do município, pois o distrito não possui Cartório de Registro Civil das Pessoas Naturais.

### Saneamento
O serviço de abastecimento de água é feito pela Companhia de Saneamento Básico do Estado de São Paulo (SABESP).

### Energia
A responsável pelo abastecimento de energia elétrica é a CPFL Paulista, distribuidora do grupo CPFL Energia.

## Atrações turísticas

### Balneários

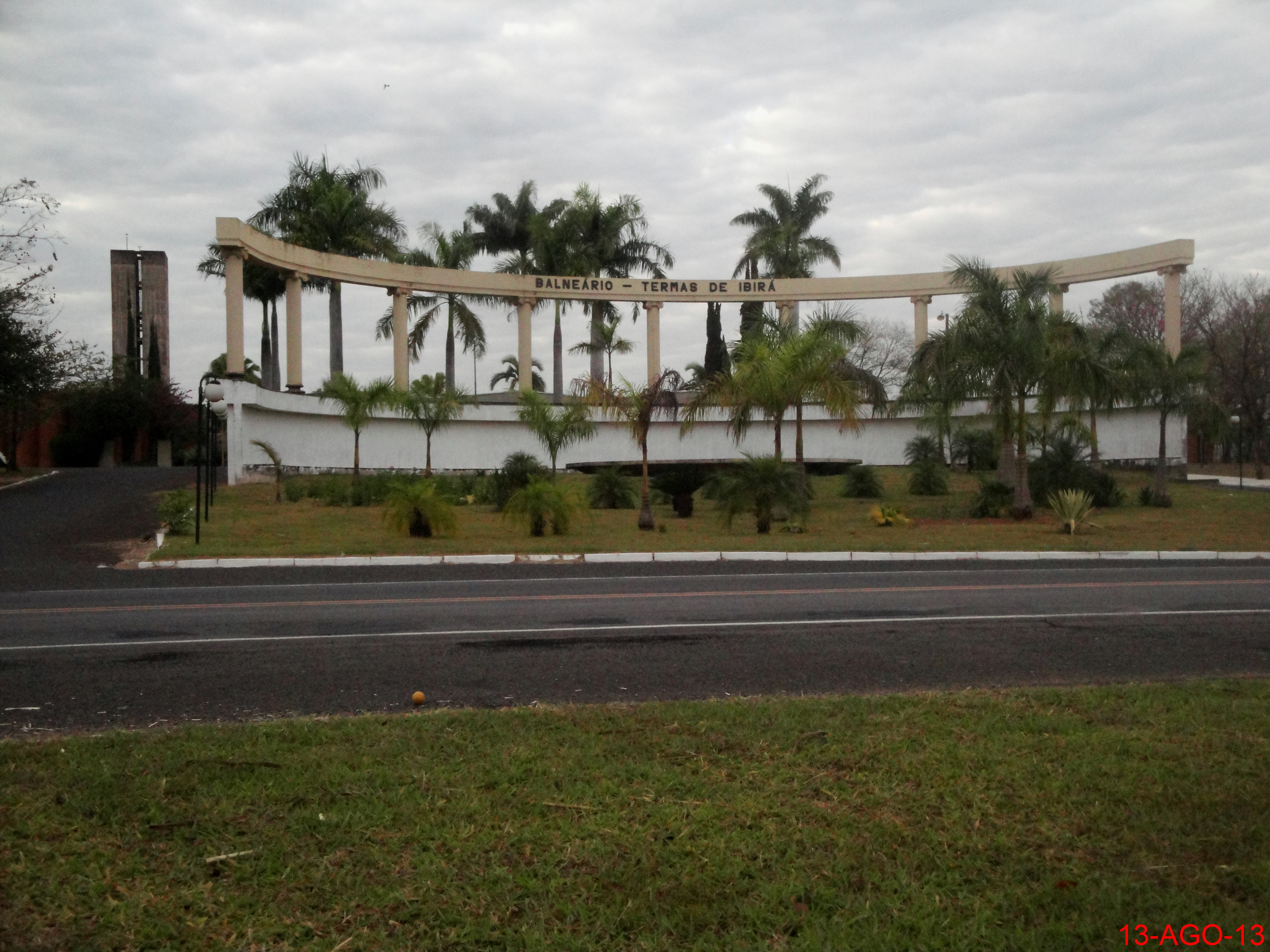
Balneário Evaristo Mendes Seixas.

Termas de Ibirá abriga um patrimônio constituído por dois balneários: o Balneário Evaristo Mendes Seixas e o Balneário Velho.
O Balneário Evaristo Mendes Seixas oferece banhos de imersão em águas com alto teor de vanádio, utilizadas para controlar a diabetes e ajudar em tratamentos gástricos e também no tratamento da psoríase

### Fontes

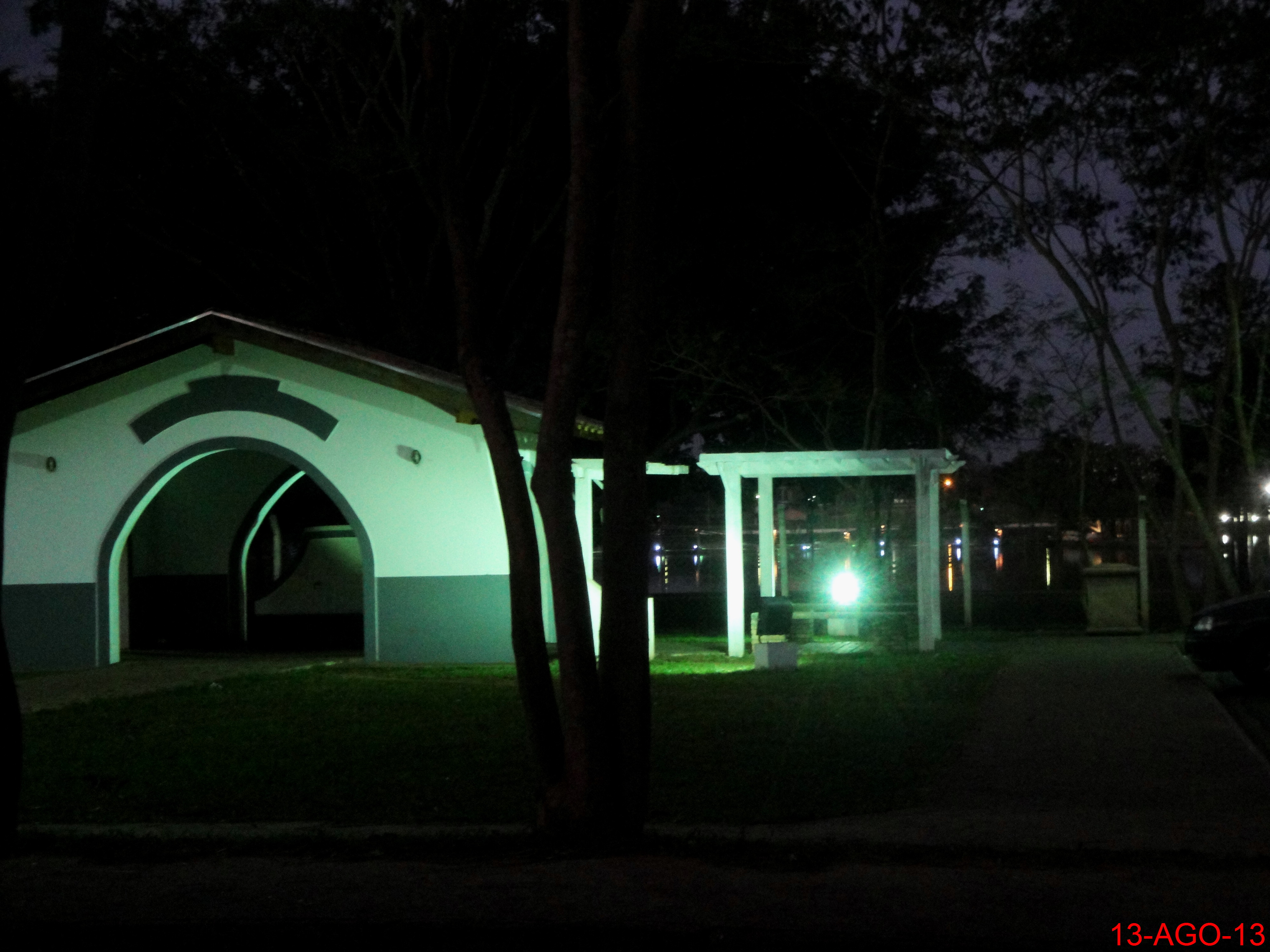
Fonte de água mineral.

### Lago
Em Termas de Ibirá há um enorme parque com lago, que possui uma pequena ilhota e uma mini península, que serve de habitat para diversos tipos de aves.

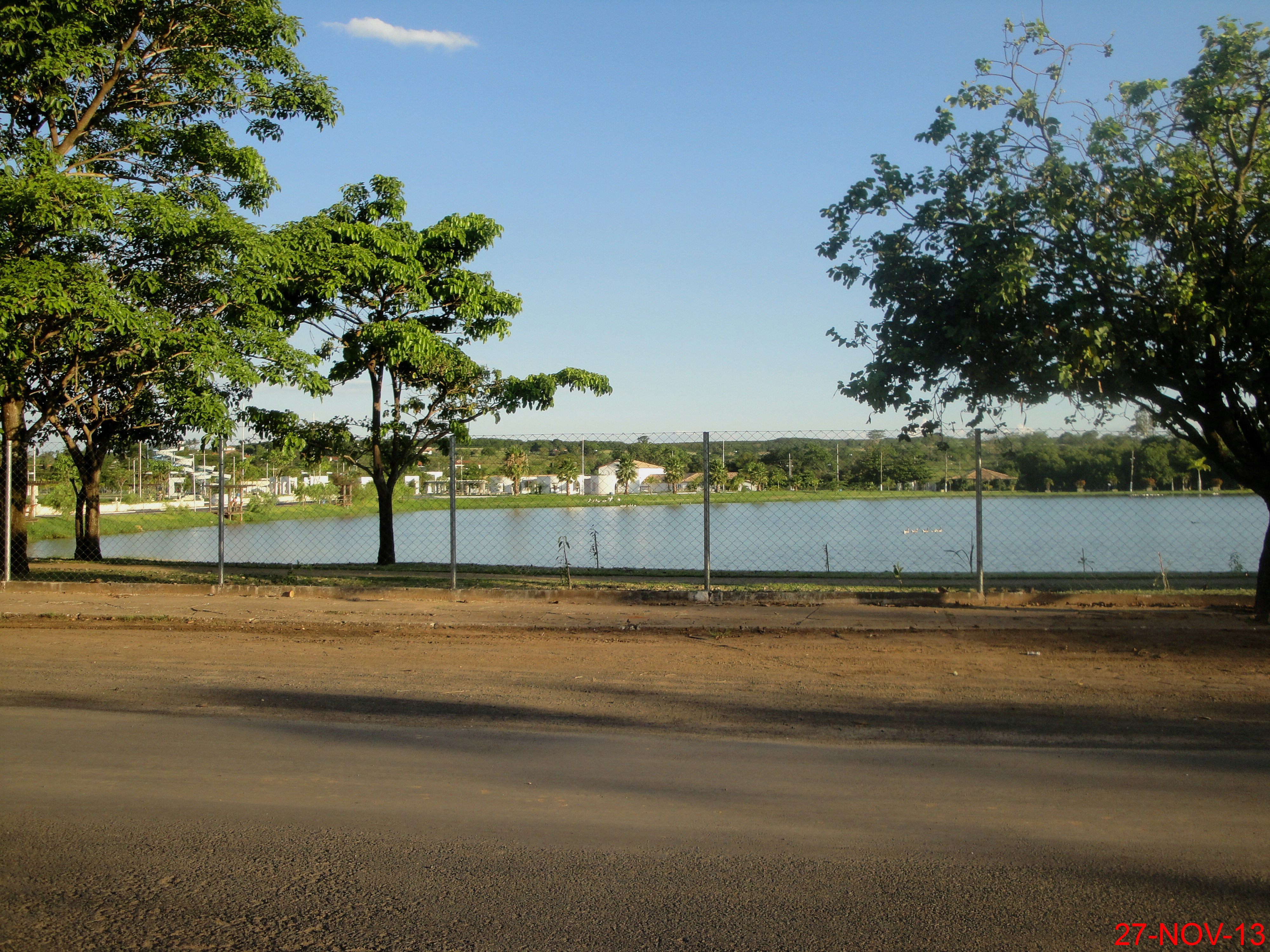
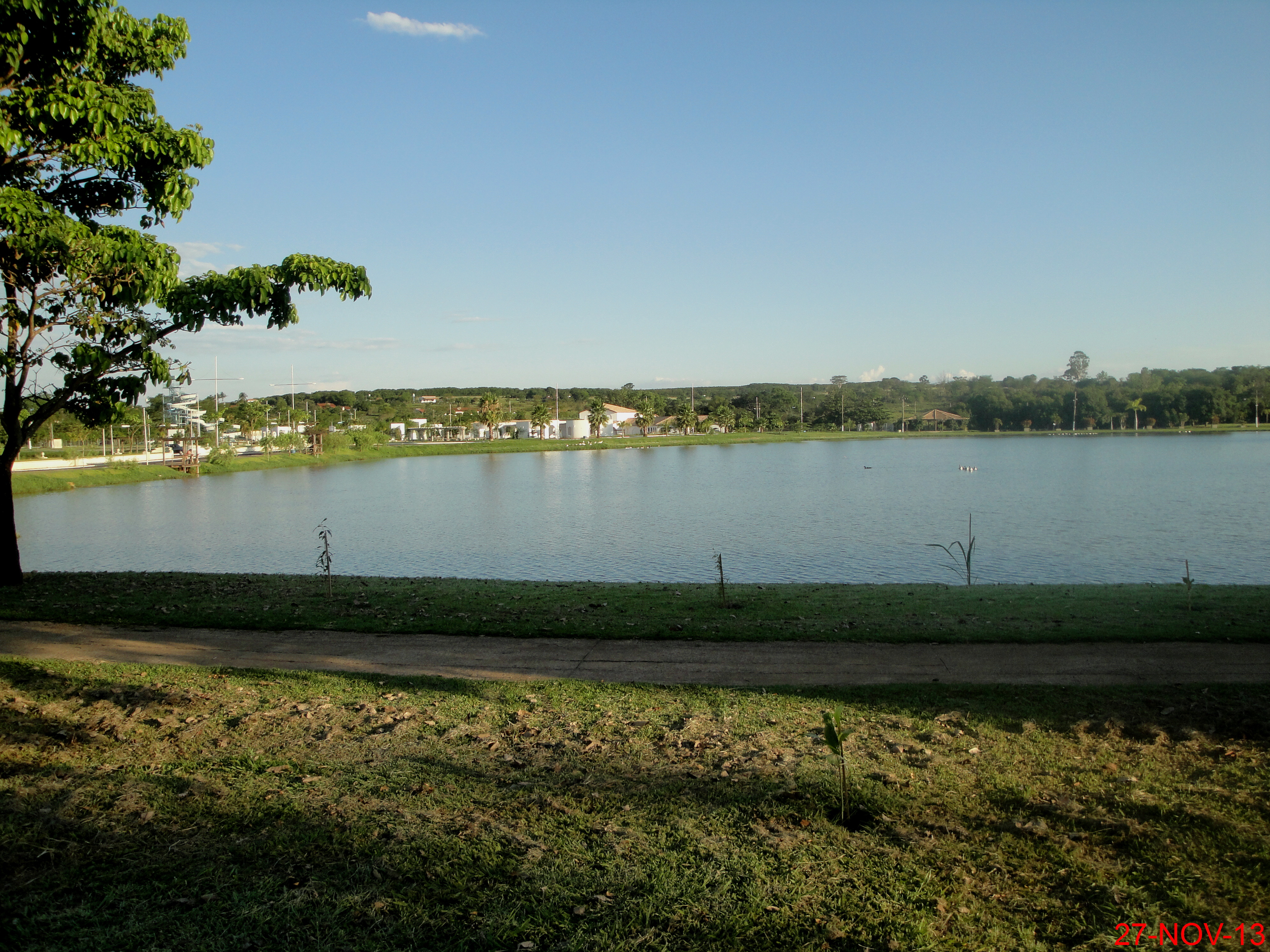
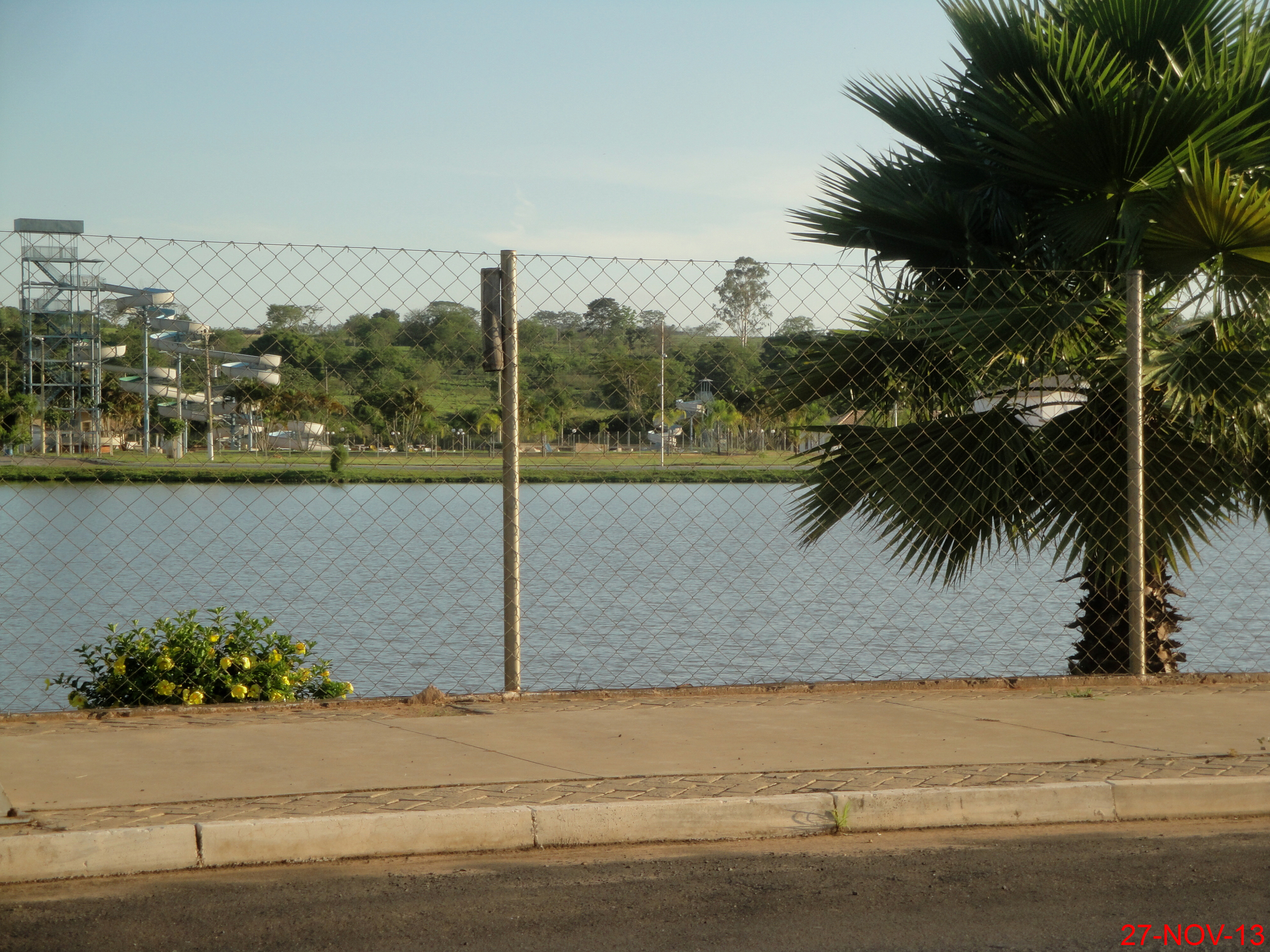
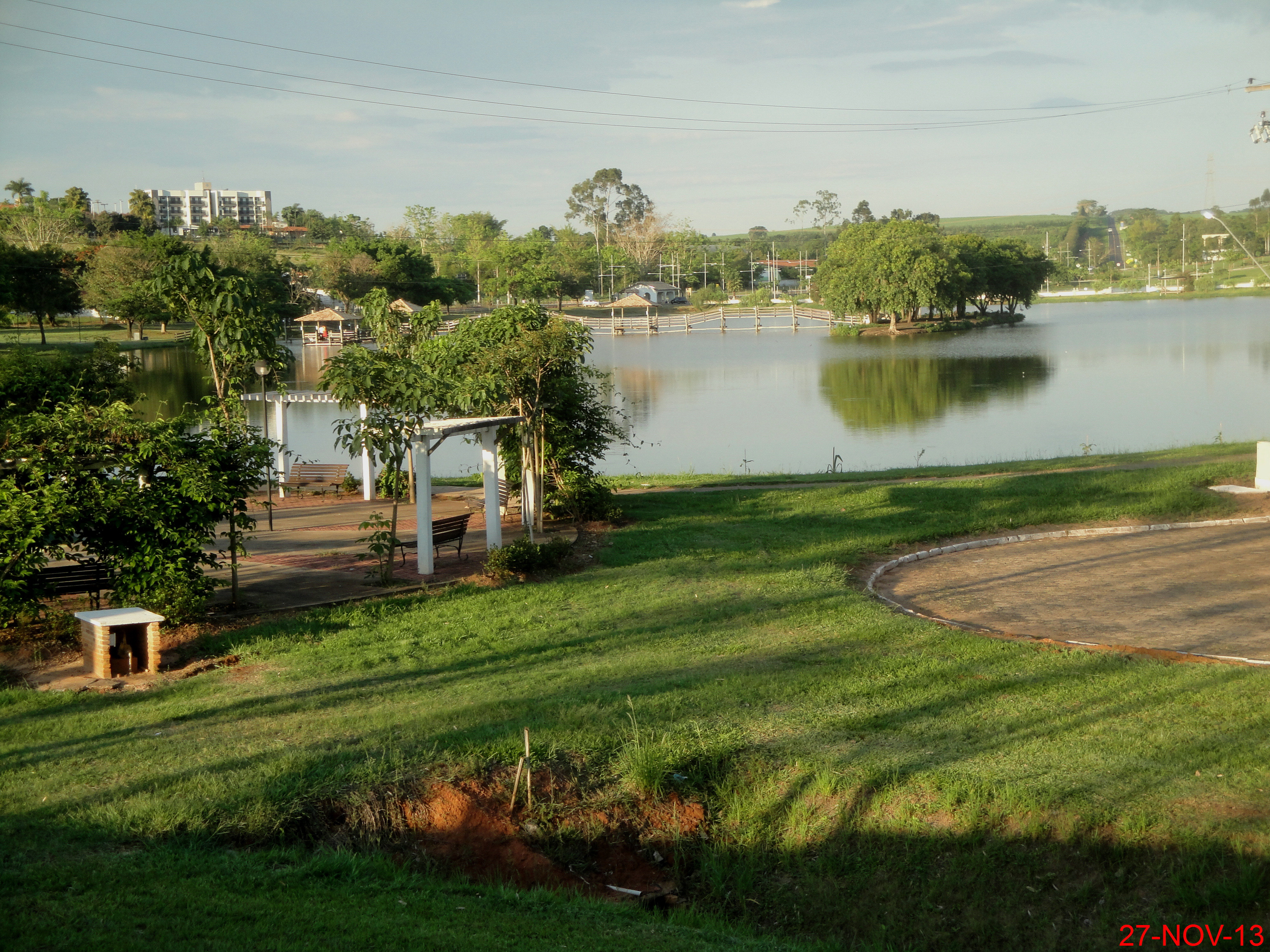
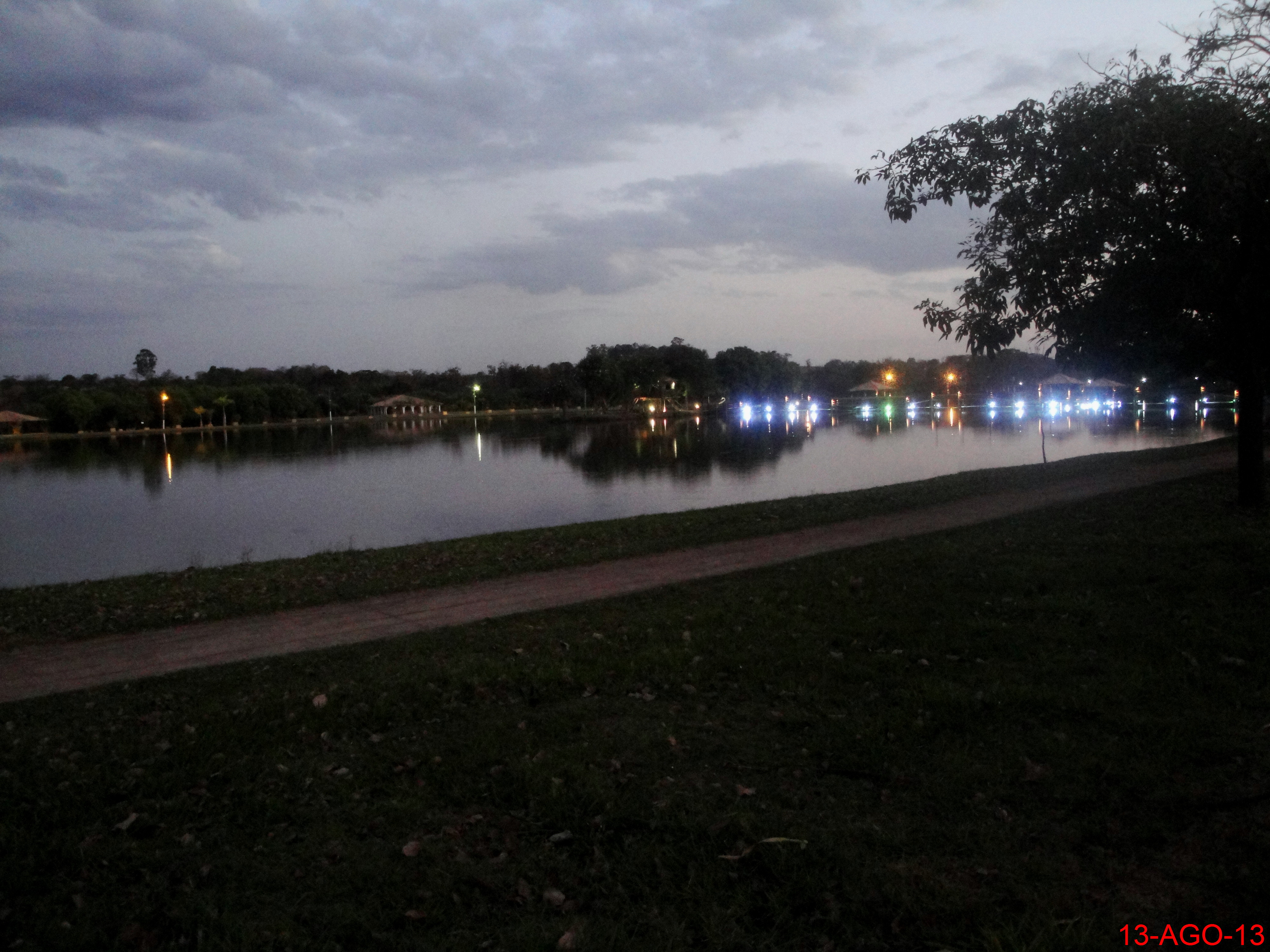
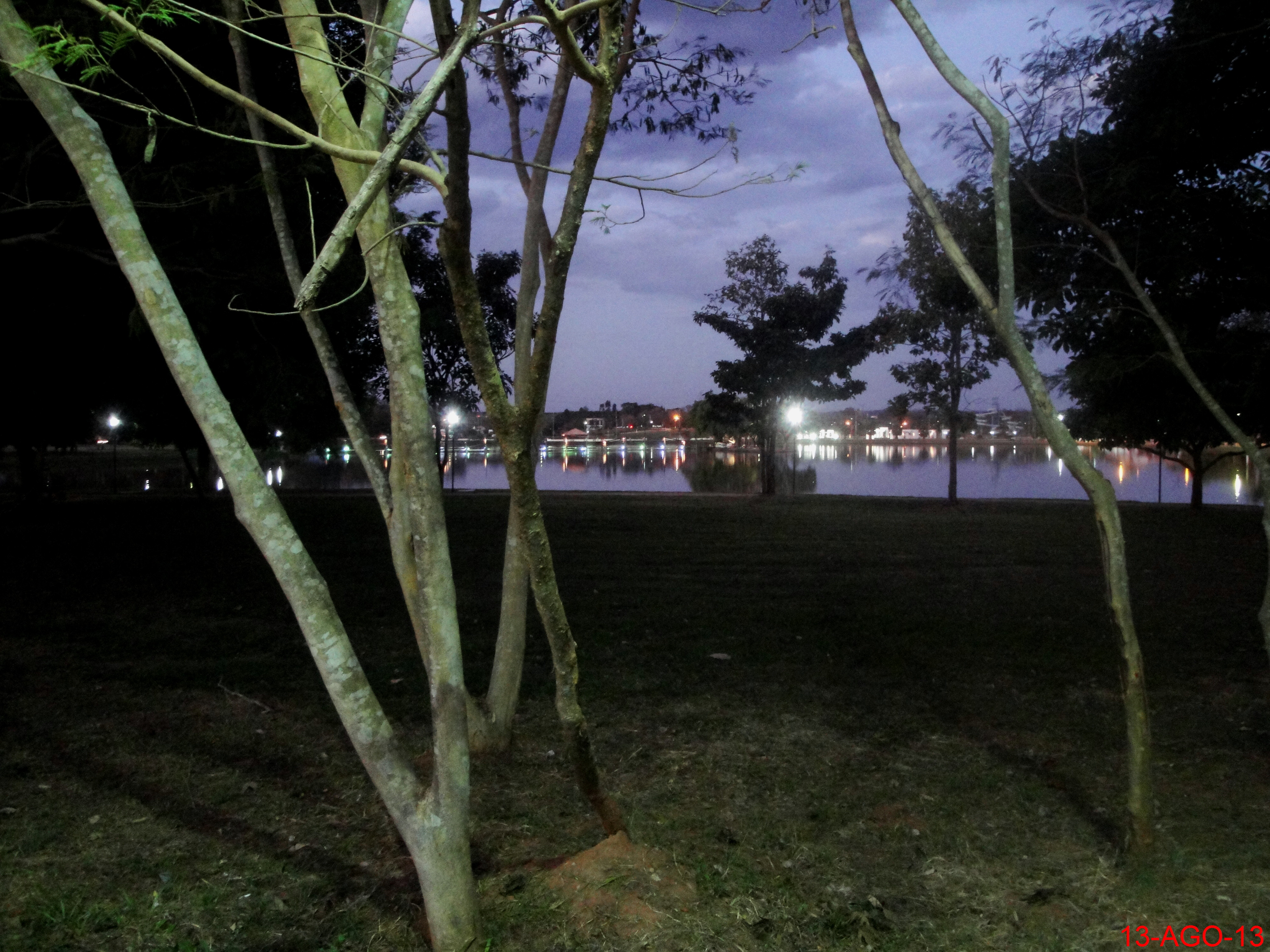

## Religião
O Cristianismo se faz presente no distrito da seguinte forma:

### Igreja Católica
- A igreja faz parte da Diocese de Catanduva[16].

### Igrejas Evangélicas
- Congregação Cristã no Brasil[17].